# ريوتا هاياساكا
ريوتا هاياساكا (باليابانية: 早坂 良太) (19 سبتمبر 1985 في نارا في اليابان – )؛ هو لاعب كرة قدم ياباني سابق كان يلعب كلاعب وسط.

## وصلات خارجية
- ريوتا هاياساكا على موقع رابطة كرة القدم اليابانية للمحترفين (اليابانية)
- ريوتا هاياساكا على موقع قاعدة بيانات كرة القدم.إي يو (الإنجليزية)
- ريوتا هاياساكا على موقع Soccerway.com (الإنجليزية)
- ريوتا هاياساكا على موقع عالم كرة القدم.نت (الإنجليزية)
- ريوتا هاياساكا على موقع كووورة